# Torno vertical

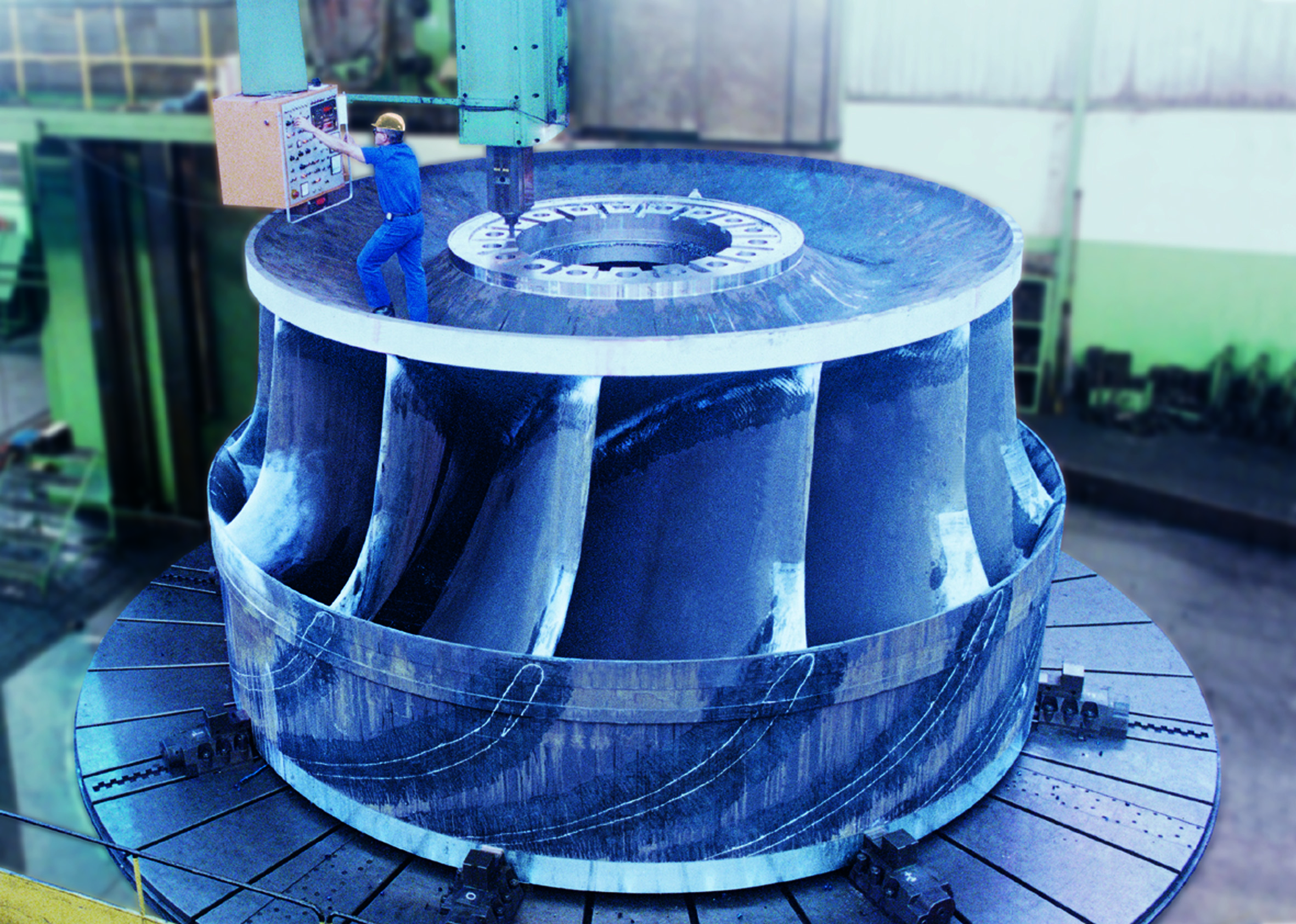
Mecanizado en torno vertical.

El  torno vertical  es un tipo de torno diseñado para mecanizar piezas grandes, que sujetan el plato de grandes dimensiones con grapas u otros accesorios, y que por su magnitud o peso imposibilitan su fijación a un torno estándar .
Los tornos verticales tienen el eje dispuesto verticalmente y el plato giratorio sobre un plano horizontal, lo que facilita el montaje de las piezas voluminosas y pesadas. Es pues el tamaño lo que identifica a estas máquinas, permitiendo el mecanizado integral de piezas de grandes dimensiones. En general el plato giratorio de gran diámetro va desde 1 m hasta 15m.

## Nota
- Datos: Q3533869